# Bandeira da Estónia
A bandeira nacional da Estónia (português europeu) ou bandeira nacional da Estônia (português brasileiro) contém três listras horizontais iguais de azul (no topo), preto e branco.
O tamanho normal é de 105 × 165 cm.
Surgiu pela primeira vez aos olhos do público como a bandeira da Associação de Estudantes da Universidade Estoniana na Universidade de Tartu (em estoniano Tartu Ülikool, fundada em 1632), consagrada no salão do pastoriato de Otepää a 4 de Junho de 1884. Mais tarde ficou associada ao nacionalismo estoniano e foi usada como bandeira nacional quando a Estónia se tornou independente a 24 de Fevereiro de 1918. Foi formalmente adotada a 21 de Novembro de 1918.
A invasão do país pela União Soviética em Junho de 1940 levou ao banimento da bandeira. Foi removida da torre de Pikk Hermann a 21 de Junho de 1940, numa altura em que a Estónia ainda era formalmente independente. A 22 de Junho, foi hasteada em conjunto com a bandeira vermelha e aí ficou até desaparecer a 27 de Julho.
Durante a ocupação alemã de 1941 — 1944, a bandeira foi aceite como a bandeira étnica dos estonianos mas não como a bandeira nacional. Quando os alemães se retiraram em Setembro de 1944, a bandeira da Estónia voltou a ser hasteada. A 22 de Setembro, a bandeira vermelha foi-lhe simplesmente adicionada, mas pouco tempo depois a bandeira azul-preta-branca desapareceu.
A bandeira permaneceu escondida até chegar a perestroika no fim dos anos 80 quando, a 24 de Fevereiro de 1989, a bandeira foi de novo hasteada na torre Pikk Hermann em Tallinn. Foi readotada como bandeira nacional a 7 de Agosto de 1990, pouco depois de a Estónia ter readquirido a plena independência.
A interpretação inicial das cores era a seguinte:
- O azul simboliza o céu, os lagos e o mar da Estónia e simboliza a lealdade às ideias nacionalistas.
- O preto é a cor da terra e das árvores do país;
- O branco é a esperança do povo na felicidade e na luz.

## Outras Bandeiras

Bandeira da Marinha
Bandeira Presidencial
Bandeira Marítima
Bandeira proposta em 2001

## Bandeiras históricas

Bandeira da Estônia (1918-1940)
Bandeira da  RSS da Estônia (1940-1953)
Bandeira da RSS da Estônia (1953-1990)
Reverso da Bandeira da RSS da Estônia